# Klarobelia cauliflora
Klarobelia cauliflora Chatrou – gatunek rośliny z rodziny flaszowcowatych (Annonaceae Juss.). Występuje naturalnie w Peru, Kolumbii oraz Brazylii (w stanie Amazonas). 

## Morfologia
PokrójZimozielone drzewo dorastające do 15–20 m wysokości.
LiścieMają kształt od eliptycznego do odwrotnie jajowatego. Mierzą 9,5–12 cm długości oraz 3,5–5 cm szerokości. Nasada liścia jest od rozwartej do klinowej. Blaszka liściowa jest o spiczastym wierzchołku. Ogonek liściowy jest nagi i dorasta do 4–6 mm długości.